# Cause for Conflict
Cause for Conflict sedmi je studijski album njemačkog thrash metal sastava Kreator. Objavljen je u srpnju 1995. godine, a objavila ga je diskografska kuća GUN Records.
Na albumu se nastavlja eksperimentiranje s industrial metalom, no ovaj put sastav uvodi više thrash zvuka.
Prvi je i jedini album na kojem bubnjeve ne svira Jürgen "Ventor" Reil.

## Popis pjesama
| 1.    | »Prevail«                  | 3:59  |
| 2.    | »Catholic Despot«          | 3:23  |
| 3.    | »Progressive Proletarians« | 3:24  |
| 4.    | »Crisis of Disorder«       | 4:17  |
| 5.    | »Hate Inside Your Head«    | 3:38  |
| 6.    | »Bomb Threat«              | 1:46  |
| 7.    | »Men Without God«          | 3:45  |
| 8.    | »Lost«                     | 3:34  |
| 9.    | »Dogmatic Authority«       | 1:27  |
| 10.   | »Sculpture of Regret«      | 2:59  |
| 11.   | »Celestial Deliverance«    | 3:14  |
| 12.   | »Isolation«                | 11:54 |
| 47:20 |                            |       |

## Zasluge
Kreator
- Mille Petrozza – vokali, gitara
- Frank Blackfire – gitara
- Christian "Speesy" Giesler – bas-gitara
- Joe Cangelosi – bubnjevi, programiranje

Ostalo osoblje
- Vincent Wojno – produciranje, miksanje
- Doug Trantow – pomoćnik inženjera zvuka
- Mark Uehlein – tehničar
- Steve Warner – tehničar
- Dirk Rudolph – dizajn, fotografija
- Junior – ilustracije